# Yémeda
Yémeda – gmina w Hiszpanii, w prowincji Cuenca, w Kastylii-La Mancha, o powierzchni 28,84 km². W 2011 roku gmina liczyła 41 mieszkańców.